# 宮崎県道368号勢田木崎線
宮崎県道368号勢田木崎線（みやざきけんどう368ごう せたきざきせん）は、宮崎県宮崎市を通る一般県道である。

## 概要

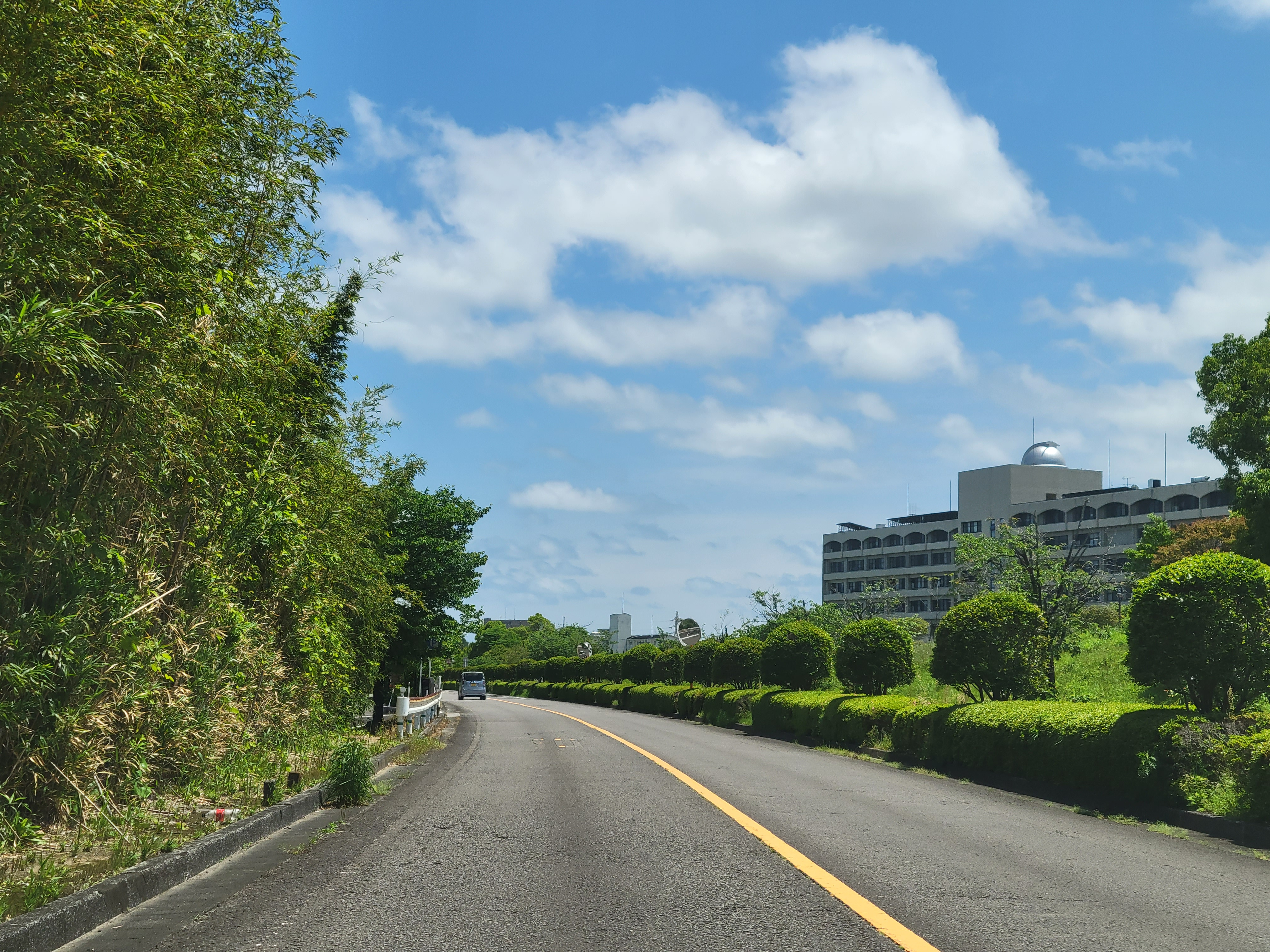
学園通線（2022年、東方向）

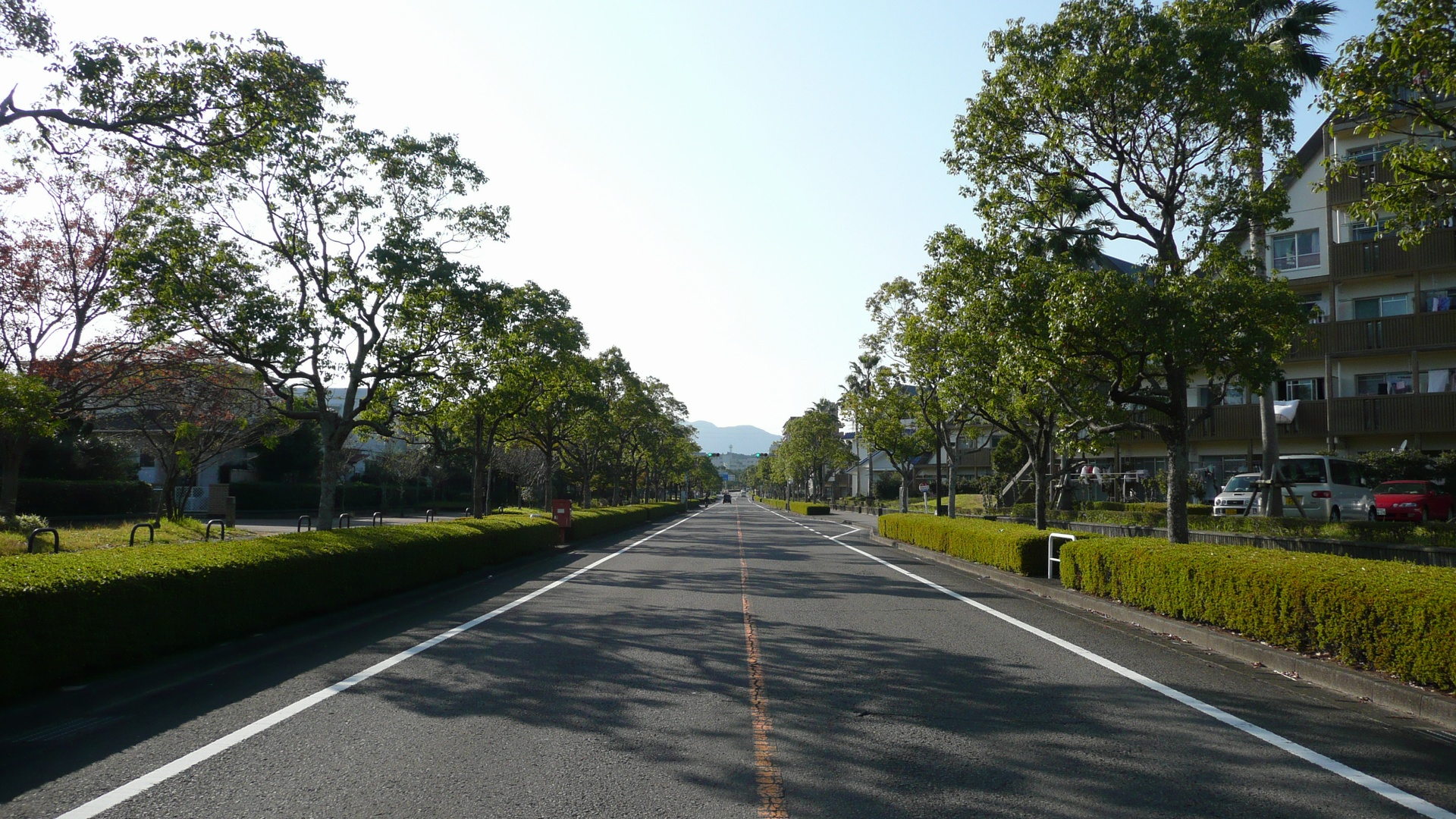
木花通線（2007年、西方向）

宮崎学園都市を東西に貫く道路であり、タウンセンター（学園木花台交差点）を境に西側は都市計画道路 学園通線（幹線1号）、東側は都市計画道路 木花通線（幹線2号）に相当する。県道路線としては1983年（昭和58年）3月30日に宮崎県告示第406号により認定された。

## 路線データ
- 起点：宮崎市清武町木原（宮崎県道27号宮崎北郷線交点）
- 終点：宮崎市大字熊野木崎

### 交差する道路
| 交差する道路                                                      | 交差する場所                             | 交差する場所     |
| ----------------------------------------------------------------- | ---------------------------------------- | ---------------- |
| 宮崎県道27号宮崎北郷線                                            | 清武町木原                               | 起点             |
| 宮崎県道375号学園木花台本郷北方線 宮崎県道376号学園木花台加江田線 | 学園木花台西・学園木花台北・学園木花台南 | 学園木花台交差点 |

### 沿線の主な施設
- 宮崎学園都市
  - 福祉ゾーン（宮崎県立清武せいりゅう支援学校など）
  - 宮崎大学木花キャンパス
  - 宮崎市立木花中学校
- 宮崎市立木花小学校
- JR九州日南線 木花駅